# Marvin Schwäbe
Marvin Schwäbe (Duitsland, 25 april 1995) is een Duits voetballer die als doelman speelt. Hij verruilde Brøndby IF in juli 2021 voor FC Köln.

## Clubcarrière
Schwäbe begon met voetballen bij de lokale voetbalploeg SC Hassia Dieburg, waarna hij de overstap maakte naar Offenbacher Kickers. Hij werd in 2009 opgenomen in de jeugdopleiding van Eintracht Frankfurt. Hij maakte hiervoor op 5 oktober 2012 zijn debuut in het tweede elftal, in een met 1–3 verloren wedstrijd tegen Wormatia Worms. In het daaropvolgende seizoen maakte Schwäbe de overstap naar TSG Hoffenheim om ook daar in het tweede elftal te spelen. Gelet op de weinige speelkansen in het eerste elftal werd hij in het seizoen 2015/16 verhuurd aan VfL Osnabrück, toen uitkomend in 3. Liga. Daar werd hij in mei 2016 verkozen tot speler van het jaar uit Nedersaksen. Het seizoen daarop, 2016/17, werd Schwäbe verhuurd aan Dynamo Dresden, uitkomend in de 2. Bundesliga. Zijn huurperiode hier werd daarna nog met een jaar verlengd.
Schwäbe keerde in juli 2018 niet meer terug naar Hoffenheim, maar tekende een contract voor drie seizoenen bij Brøndby IF. Hier werd hij voor het eerst doelman op het hoogste niveau. Dat bleef hij ook in de jaren die volgden. Schwäbe werd in 2020/21 Deens landskampioen met Brøndby IF, met één punt meer dan FC Midtjylland.
Schwäbe verruilde Brøndby in juli 2021 transfervrij voor FC Köln. Hier werd hij in eerste instantie weer reservekeeper, achter Timo Horn. Nadat die een knieblessure opliep, maakte Schwäbe op 27 november 2021 zijn debuut in de Bundesliga. Coach Steffen Baumgart hield hem vervolgens ook na Horns herstel in stand als eerste doelman. Schwäbe speelde in 2022/23 voor het eerst in de groepsfase van een Europees toernooi, in de Conference League.

## Clubstatistieken
| Seizoen | Club             | Competitie    | Competitie | Competitie | Beker | Beker | Internationaal | Internationaal | Totaal | Totaal |
| Seizoen | Club             | Competitie    | Wed.       | Dlp.       | Wed.  | Dlp.  | Wed.           | Dlp.           | Wed.   | Dlp.   |
| ------- | ---------------- | ------------- | ---------- | ---------- | ----- | ----- | -------------- | -------------- | ------ | ------ |
| 2014/15 | TSG Hoffenheim   | Bundesliga    | 0          | 0          | 0     | 0     | —              | —              | 0      | 0      |
| 2015/16 | → VfL Osnabrück  | 3. Liga       | 37         | 0          | 1     | 0     | —              | —              | 38     | 0      |
| 2016/17 | → Dynamo Dresden | 2. Bundesliga | 33         | 0          | 2     | 0     | —              | —              | 35     | 0      |
| 2017/18 | → Dynamo Dresden | 2. Bundesliga | 25         | 0          | 1     | 0     | —              | —              | 26     | 0      |
| 2018/19 | Brøndby IF       | Superligaen   | 37         | 0          | 3     | 0     | 4              | 0              | 44     | 0      |
| 2019/20 | Brøndby IF       | Superligaen   | 36         | 0          | 1     | 0     | 6              | 0              | 43     | 0      |
| 2020/21 | Brøndby IF       | Superligaen   | 32         | 0          | 1     | 0     | —              | —              | 33     | 0      |
| 2021/22 | FC Köln          | Bundesliga    | 21         | 0          | 3     | 0     | —              | —              | 24     | 0      |
| 2022/23 | FC Köln          | Bundesliga    | 34         | 0          | 0     | 0     | 8              | 0              | 42     | 0      |
| 2023/24 | FC Köln          | Bundesliga    | 4          | 0          | 1     | 0     | —              | —              | 5      | 0      |
| Totaal  | Totaal           | Totaal        | 259        | 0          | 13    | 0     | 18             | 0              | 290    | 0      |

Bijgewerkt tot 18 september 2023.

## Interlandcarrière
Schwäbe maakte deel uit van alle Duitse nationale jeugdselecties vanaf Duitsland –17. Hij was reservedoelman op het EK –17 van 2012 en het EK –21 van 2017 en eerste doelman op het WK –20 van 2015.

## Erelijst
| Competitie            |            |            |            |            |
| Competitie            | Aantal     | Jaren      |            |            |
| Brøndby IF            | Brøndby IF | Brøndby IF | Brøndby IF | Brøndby IF |
| --------------------- | ---------- | ---------- | ---------- | ---------- |
| Kampioen Superligaen  | 1x         | 2020/21    |            |            |
| Duitsland –21         |            |            |            |            |
| Europees kampioen –21 | 1x         | 2017       |            |            |